# Phó Khuê
Phó Khuê (tiếng Trung giản thể: 傅奎, bính âm Hán ngữ: Fù Kuí, sinh tháng 9 năm 1962, người Hán) là chính trị gia nước Cộng hòa Nhân dân Trung Hoa. Ông hiện là Phó Bí thư Ủy ban Kiểm tra Kỷ luật Trung ương Đảng Cộng sản Trung Quốc, Phó Chủ nhiệm Ủy ban Giám sát Nhà nước Trung Quốc. Ông từng là Thường vụ Tỉnh ủy, Bí thư Ủy ban Kiểm Kỷ Tỉnh ủy Hồ Nam, Chủ nhiệm Ủy ban Giám sát Hồ Nam; Phó Cục trưởng Cục Phòng chống tham nhũng Quốc gia kiêm Chủ nhiệm Văn phòng Phòng chống tham nhũng của Ủy ban Kiểm Kỷ.
Phó Khuê là đảng viên Đảng Cộng sản Trung Quốc, học vị Cử nhân Triết học, chức danh Trợ lý nghiên cứu viên. Ông có sự nghiệp đại đa phần đều công tác ở các cơ quan giám sát, kiểm tra, kỷ luật của Đảng Cộng sản và Nhà nước Trung Quốc.

## Xuất thân và giáo dục
Phó Khuê sinh tháng 9 năm 1962 tại huyện Đan Giang Khẩu, nay là thành phố cấp huyện Đan Giang Khẩu, địa cấp thị Thập Yển, tỉnh Hồ Bắc, Cộng hòa Nhân dân Trung Hoa. Ông lớn lên và tốt nghiệp cao trung ở Đan Giang Khẩu, sau đó thi vào Đại học Sư phạm Bắc Kinh, tới thủ đô vào tháng 9 năm 1979 để nhập học Khoa Triết học, tốt nghiệp cử nhân chuyên ngành này vào tháng 7 năm 1983. Ông được kết nạp Đảng Cộng sản Trung Quốc cũng tại trường Sư phạm trước khi tốt nghiệp vào tháng 5 năm 1983. Trong sự nghiệp của mình, Phó Khuê từng theo học nhiều chương trình trí thức và chính trị như: lớp bồi dưỡng nhậm chức của công vụ viên cấp ty, cục thứ 14 giai đoạn tháng 9–12 năm 2001 tại Học viện Hành chính Quốc gia Trung Quốc; học lớp bồi dưỡng tiếng Anh chuyên ngành cho cán bộ cấp ty, cục của Cục Chuyên gia nước ngoài Quốc gia, Bộ Tổ chức Trung ương Đảng từ tháng 10 năm 2003 đến tháng 1 năm 2004 tại Học viện Ngoại giao Trung Quốc; chương trình bồi dưỡng chuyên ngành quản lý công cấp cao giai đoạn tháng 6–9 năm 2004 phối hợp giữa Đại học Thanh Hoa và Đại học Harvard; và lớp bồi dưỡng cán bộ trung, thanh niên từ tháng 9 năm 2012 đến tháng 1 năm 2013 tại Trường Đảng Trung ương Đảng Cộng sản Trung Quốc.

## Sự nghiệp
Tháng 8 năm 1983, sau khi tốt nghiệp Sư phạm Bắc Kinh, Phó Khuê được trường giữ lại công tác ở Đoàn Thanh niên Cộng sản Trung Quốc của trưởng với vị trí Bí thư Chi đoàn Khoa Sinh vật, phụ đạo viên của khoa. Tròn 3 năm sau, ông rời trường, được điều tới Ủy ban Kiểm tra Kỷ luật Trung ương Đảng Cộng sản Trung Quốc công tác ở vị trí chủ nhiệm khoa viên của Phòng Kiểm Kỷ thứ 6. Đến tháng 4 năm 1988, ông được điều sang Bộ Giám sát Trung Quốc công tác 5 năm với các vị trí chủ nhiệm khoa viên cảu Cục Giám sát thứ 5, rồi sau đó khi cục này được chuyển đổi thành Ty Giám sát thứ 5 thì ông lần lượt là Phó Chủ nhiệm Văn phòng Ty, Phó Trưởng phòng số 3, Giám sát viên giai đoạn 1989–93. Tháng 1 năm 1993, Phó Khuê được điều trở lại Ủy ban Kiểm Kỷ làm Phó Trưởng phòng số 1 của Văn phòng Giám sát chấp pháp ở Ủy ban, và là Giám sát viên, Kiểm tra viên cấp chính xứ của Văn phòng này trong những năm tiếp theo. Vào tháng 12 năm 1999, ông được bổ nhiệm làm Phó Chủ nhiệm Văn phòng Tổng hợp giám sát của Ủy ban Kiểm Kỷ, giữ vị trí này liền 6 năm cho đến cuối năm 2005 thì điều chuyển nhậm chức Sảnh trưởng Sảnh nghiên cứu Giám sát, Kiểm tra và Kỷ luật – một đơn vị sự nghiệp công lập của Ủy ban Kiểm Kỷ. Hai năm sau, ông là Chủ nhiệm Trung tâm nghiên cứu Lý luận liêm chính, cấp chính cục, rồi Chủ nhiệm Văn phòng Giám sát chấp pháp từ tháng 11 năm 2008, chuyển chức Phó Tổng thư ký Ủy ban Kiểm Kỷ kiêm Chủ nhiệm Văn phòng Tổng hợp giám sát từ cuối năm 2010.
Tháng 1 năm 2014, Phó Khuê được bổ nhiệm làm Phó Cục trưởng Cục Phòng chống tham nhũng Quốc gia – một cơ quan cấp phó bộ trực thuộc Quốc vụ viện, chuyên chức cấp phó bộ trưởng, kiêm Chủ nhiệm Văn phòng Phòng chống tham nhũng của Ủy ban Kiểm Kỷ trong thời gian ngắn rồi chuyển qua kiêm nhiệm Cục trưởng Cục Hợp tác quốc tế của Ủy ban Kiểm Kỷ. Tháng 7 năm 2015, ông được điều về tỉnh Hồ Nam, chỉ định vào Ban Thường vụ Tỉnh ủy, nhậm chức Bí thư Ủy ban Kiểm Kỷ Tỉnh ủy Hồ Nam. Tháng 1 năm 2018, Hồ Nam cũng như các tỉnh thành trên cả nước thành lập Ủy ban Giám sát tỉnh, ông được bổ nhiệm làm Phó Chủ nhiệm cơ quan này, đến tháng sau thì ứng cử và trúng cử đại biểu của Đại hội Đại biểu Nhân dân toàn quốc khóa XIII. Tháng 1 năm 2021, ông được điều trở lại trung ương, tại kỳ họp thứ 5 của Ủy ban Kiểm Kỷ khóa XIX vào ngày 24 tháng 1 thì được bầu làm Ủy viên Thường vụ, Phó Bí thư Ủy ban Kiểm Kỷ, đồng thời được bổ nhiệm kiêm nhiệm làm Phó Chủ nhiệm Ủy ban Giám sát Nhà nước Trung Quốc từ ngày 28 tháng 2 cùng năm. Cuối năm 2022, ông tham gia Đại hội thứ XX từ đoàn đại biểu cơ quan Trung ương Đảng và Nhà nước.